# Alexander Schleicher ASW 19
Dimensions
L'Alexander Schleicher ASW 19 est un planeur monoplace de Classe Standard ouest -allemand.

## Origine
C'est fondamentalement une version améliorée de l'ASW 15B, en utilisant essentiellement le même ensemble d'ailes et d'un fuselage amélioré avec des gains aérodynamiques et une nouvelle conception de queue. Il a été conçu pour tirer profit des nouvelles règles de Classe Standard publiées en 1975, utilisant un ballast d'eau. Le profil est moins épais, on trouve des aérofreins uniquement à l’extrados et l’empennage est en T. L'ASW 19 est connu pour son pilotage agréable et quelques clubs l'emploient comme planeur de formation campagne. L'ASW 20 a été développé en utilisant un fuselage modifié d'ASW 19 associé à une aile entièrement nouvelle équipée de volet de courbure. Il a été remplacé par l'ASW 24.

## Versions
- Alexander Schleicher ASW 19 : Le prototype a volé la première fois le 23 novembre 1975, et la production a commencé au printemps 1976. En 1978 un ASW 19 remporta le championnat du monde Classe Standard à Châteauroux, piloté par le pilote hollandais Baer Saelen.
- Alexander Schleicher ASW 19B : Le volume du ballast a été augmenté et la masse au décollage portée à 454 kg.
- Alexander Schleicher ASW 19X : Prototype équipé d'un nouveau profil d'aile comportant des trous de soufflage sur l'intrados par l'Akaflieg de l'université de Delft. Ce prototype ayant montré une amélioration du comportement et une finesse maximale de 41, le procédé de soufflage de couche limite a donc été adopté sur les productions ultérieures.
- Schleicher Valiant T. Mk.1 : 5 planeurs achetés par la Royal Air Force pour la formation des Cadets de l’Air. C'est une version Classe Club de l'ASW 19 avec un train d'atterrissage fixe et aucun ballast.

## Sources
- Schleicher web site
- Sailplane Directory
- ASW 19 production list